# Plaza Malvinas Argentinas
La Plaza Malvinas Argentinas se encuentra ubicada en la ciudad de La Plata, Provincia de Buenos Aires, República Argentina. Está ubicada entre las calles 19, 20, 50 y 54.
Llamada originalmente "Plaza Sarmiento", fue anulada cuando el 4 de enero de 1912 se promulga una ley que autoriza a ceder ese espacio al gobierno nacional para instalar allí el Regimiento 7 de Infantería "Coronel Conde".
En 1930 ocurrió en este lugar la renuncia de Hipólito Yrigoyen a la presidencia de la Nación, quien había sido derrocado y se encontraba cautivo en el Casino de Oficiales del Regimiento 7. También en 1956 fue fusilado ilegalmente el coronel Cogorno ―junto a otros miembros del Ejército― por el levantamiento del 9 de junio de ese año, en apoyo al presidente Perón. Durante la Guerra de Malvinas, partieron de este edificio cientos de jóvenes conscriptos que participaron en el conflicto; en honor a los 46 caídos en combate se conserva sobre un ala de la plaza el portón de hierro que perteneciera al Regimiento, y se han colocados árboles y placas para su memoria.
Recién pudo ser recupera en la década de 1980, cuando el Regimiento 7 se traslada a la estancia "La Armonía" en localidad de Arana, donde actualmente cuenta con un espacio de 200 hectáreas. Se estipuló con denominarla Plaza de la Unidad Nacional, pero finalmente el 7 de agosto de 1998 se inaugura con el nombre de "Islas Malvinas", en honor a los fallecidos en el conflicto por dichas islas, que partieron desde este lugar. Además del portón de ingreso al regimiento, se conservó el antiguo edificio del Casino de Oficiales que fue remodelado para convertirlo en el "Centro Cultural Islas Malvinas", el cual cuenta con tres salas de exposiciones, un microcine, un auditorio y un bar. También se recuperó el antiguo túnel del regimiento, que se utiliza los fines de semana para exposiciones de arte.
En 2012, a través de la ordenanza 10890, se le cambia su nombre al de "Plaza Malvinas Argentinas".

## Enlaces relacionados
- Centro Cultural Islas Malvinas
- Plazas de La Plata
- La Plata
- Servicios de bicicletas públicas (La Plata)